# Старобенка
Старобенка — деревня в Поддорском районе Новгородской области России. Входит в состав Белебёлковского сельского поселения.

## География
Деревня находится в юго-западной части Новгородской области, в зоне хвойно-широколиственных лесов, на берегах реки Холыньи, при автодороге 49Н-1507, на расстоянии примерно 24 километров (по прямой) к северо-западу от села Поддорье, административного центра района. Абсолютная высота — 69 метров над уровнем моря.

### Климат
Климат умеренно-континентальный с некоторыми чертами морского. Среднегодовая многолетняя температура воздуха составляет 4,2 °С. Средняя многолетняя температура самого холодного месяца (января) составляет −8 °С (абсолютный минимум — −48 °C); самого тёплого месяца (июля) — 17 °C (абсолютный максимум — 34 °C). Безморозный период длится 120—130 дней. Среднегодовое количество атмосферных осадков — 658 мм, из которых большая часть выпадает в тёплый период.

### Часовой пояс
Деревня Старобенка, как и вся Новгородская область, находится в часовой зоне МСК (московское время). Смещение применяемого времени относительно UTC составляет +3:00.

## Население
| 2010 |
| ---- |
| 11   |

Согласно результатам переписи 2002 года, в национальной структуре населения русские составляли 100 % из 13 чел.